# Ryan Murphy (schrijver)
Ryan Patrick Murphy (Indianapolis, 30 november 1965) is een Amerikaans schrijver, producer en regisseur. Hij is vooral bekend als Medebedenker van de serie American Horror Story en medebedenker van de serie Glee. Hij is regisseur, producer en schrijver van Glee. Ook is hij te zien in de realityserie The Glee Project.
Murphy groeide op in Indianapolis. Zijn moeder bleef thuis voor de kinderen zorgen (maar schreef tussendoor wel enkele boeken), zijn vader had een administratieve baan in de media. Hij behaalde zijn diploma middelbaar onderwijs aan de Warren Central High School. Daarna ging hij naar de Universiteit van Indiana. Hij was er redactielid van de studentenkrant en begon zijn loopbaan bij de kranten The Miami Herald en Los Angeles Times en het magazine Entertainment Weekly. 
Hij begon scenario's te schrijven en verkocht een van deze scenario's (getiteld Why Can't I Be Audrey Hepburn?) aan Steven Spielberg. Zijn televisiecarrière begon echt eind jaren 1990 toen hij de cultserie Popular bedacht. De reeks liep 2 seizoenen op The WB. Daarna bedacht hij de reeks waarmee hij beroemd zou worden: Nip/Tuck. Die reeks liep 6 seizoenen op FX en behaalde verschillende nominaties voor allerlei prijzen, en kon onder andere een Golden Globe verzilveren voor beste dramareeks in 2005.
In 2018 kreeg Murphy een ster op de Hollywood Walk of Fame.
Murphy bedacht en maakte samen met Ian Brennan de Amerikaanse Netflix-anthologieserie Monster, waarbij ieder seizoen als een losstaande serie dient. In september 2022 brachten zij hierin de eerste serie uit onder de naam Dahmer – Monster: The Jeffrey Dahmer Story. Deze serie werd in september 2024 opgevolgd door Monsters: The Lyle and Erik Menendez Story.
Murphy is openlijk homoseksueel. Hij heeft één broer. 
- Biblioteca Nacional de España: XX5033963
- Bibliothèque nationale de France: cb155067979 (data)
- Catàleg d'autoritats de noms i títols de Catalunya: 981058520578506706
- CiNii: DA18388559
- Gemeinsame Normdatei: 141134283
- International Standard Name Identifier: 0000 0001 2139 0608
- Library of Congress Control Number: no2001013705
- MusicBrainz: 410359d5-0049-4c78-adc6-d66af179121f
- Bibliotheek van het Japanse parlement: 001144890
- Nationale Bibliotheek van Tsjechië: xx0138806
- Nationale Bibliotheek van Israël: 987007376790605171
- Nationale Bibliotheek van Polen: a0000002605344
- Nederlandse Thesaurus van Auteursnamen: 303662352
- Système universitaire de documentation: 166942022
- Virtual International Authority File: 71699608
- WorldCat: E39PBJckPt6kPbYcYG9hmTx4bd